# Eriksören-Svartholmen
Eriksören-Svartholmen är ett naturreservat i Kalix kommun i Norrbottens län.
Området är naturskyddat sedan 1944 och är 0,1 kvadratkilometer stort. Reservatet omfattar två mindre öar, Eriksören och Svartholmen, bevuxna med granskog. 